# Dreamland (песня Pet Shop Boys)
Dreamland (с англ. — «Страна грёз») — песня британской синти-поп группы Pet Shop Boys при участии Years & Years. Выпуск состоялся 11 сентября 2019 года, как основной сингл к альбому Hotspot (2020).
Выпуск сингла совпал с объявлением о первом в истории Pet Shop Boys туре лучших хитов под названием Dreamworld: The Greatest Hits Live, в рамках которого дуэт выступал по всей Великобритании.

## История
В процессе написания Нил Теннант объяснил, что название трека появилось, когда Александр рассказал дуэту, что только что посетил парк развлечений Dreamland Margate. Согласно интервью в The Guardian, трио написало трек в 2017 году, при этом Александр объяснил: «Я чувствовал, что не хочу писать о политике просто потому, что мне кажется, что я должен, но на прошлой неделе я написал песню с Pet Shop Boys. Она вдохновлена ярмарочной площадью в Маргейте под названием Dreamland, но пока я её писал, Нил Теннант сказал мне: „Это имеет смысл именно сейчас, когда Трамп закрывает границы“. Песня стала чем-то, что затрагивает то, что происходит в мире. Я писал текст, а он говорил: „Нет, он должен быть более прямым“. Он брал простую строчку и вставлял в неё подрывное политическое заявление. В этом и заключается задача поп-писателя — делать и то, и другое одновременно».
О сингле Pet Shop Boys сказали: «Это так волнительно, что наш новый сингл — сотрудничество с Years & Years, одной из самых оригинальных и успешных групп, появившихся в этом десятилетии, и нам очень понравилось писать и записывать его с Олли Александром». Александр добавил: «Это было воплощением мечты — создать что-то с двумя моими героями, и провести время с Крисом и Нилом было абсолютной радостью. Мне пришлось неоднократно ущипнуть себя».

## Живые выступления
Во время своего хедлайнерского выступления на Radio 2 Live в Гайд-парке Pet Shop Boys впервые исполнили песню Dreamland вживую, а фронтмен группы Years & Years Олли Александр присоединился к ним на сцене. Впоследствии Pet Shop Boys появились в качестве гостей на специальной передаче Александра «New Years & Years Eve» на BBC1, где они исполнили как Dreamland, так и It’s a Sin. Позже Александр присоединился к Pet Shop Boys для исполнения песни на фестивале Гластонбери в 2022 году.

## Список треков
- CD-сингл[8]

1. «Dreamland» — 3:30
2. «An Open Mind» — 3:52
3. «No Boundaries» — 3:38
4. «Dreamland (PSB Remix)» — 4:42
5. «Dreamland (TWD Vocal Remix)» — 4:42

- Цифровой сингл[9]

1. «Dreamland» — 3:28
2. «An Open Mind» — 3:52
3. «No Boundaries» — 3:40

- Цифровой EP — ремиксы[10]

1. «Dreamland (PSB Remix)» — 4:41
2. «Dreamland (TWD Vocal Remix)» — 5:06
3. «Dreamland (TWD Dub)» — 4:48
4. «Dreamland (Jacques Renault Remix)» — 5:45

- 12-дюймовый сингл[8]

1. «Dreamland» — 3:30
2. «Dreamland (PSB Remix)» — 5:03
3. «Dreamland (TWD Vocal Remix)» — 4:56
4. «Dreamland (TWD Dub)» — 5:44

## Чарты
| Чарт (2019)                              | Высшая позиция |
| ---------------------------------------- | -------------- |
| Scottish Singles and Albums Charts (OCC) | 11             |
| UK Official Download Chart (OCC)         | 26             |
| UK Indie Chart (OCC)                     | 19             |
| Hot Dance Club Songs (Billboard)         | 6              |
| Dance/Electronic Songs (Billboard)       | 21             |